# هفتاد و پنجمین دوره جوایز اسکار
هفتاد و پنجمین دوره مراسم اعطای جوایز اسکار (انگلیسی: 75th Academy Awards) در ۲۳ مارس ۲۰۰۳ در سالن تئاتر دالبی، هالیوود، لس‌آنجلس برگزار شد. در این مراسم بهترین فیلم‌های سال ۲۰۰۲ جهان به انتخاب آکادمی علوم و هنرهای تصاویر متحرک جایزه گرفتند.
استیو مارتین مجری این مراسم بود.

## جوایز

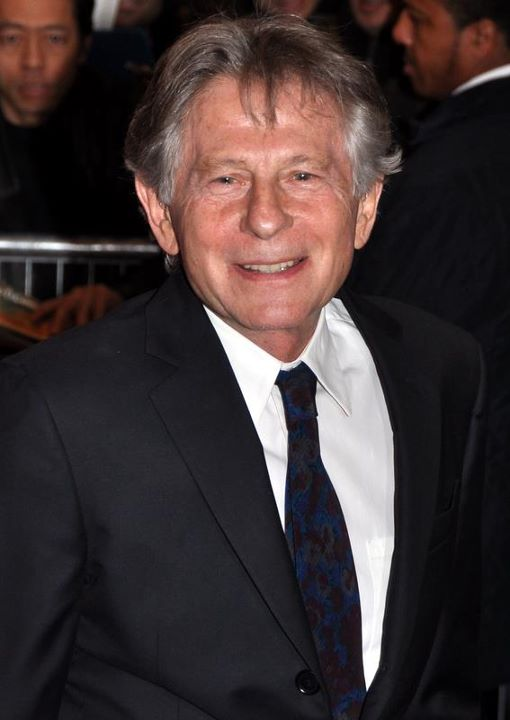
رومن پولانسکی، Best Director winner

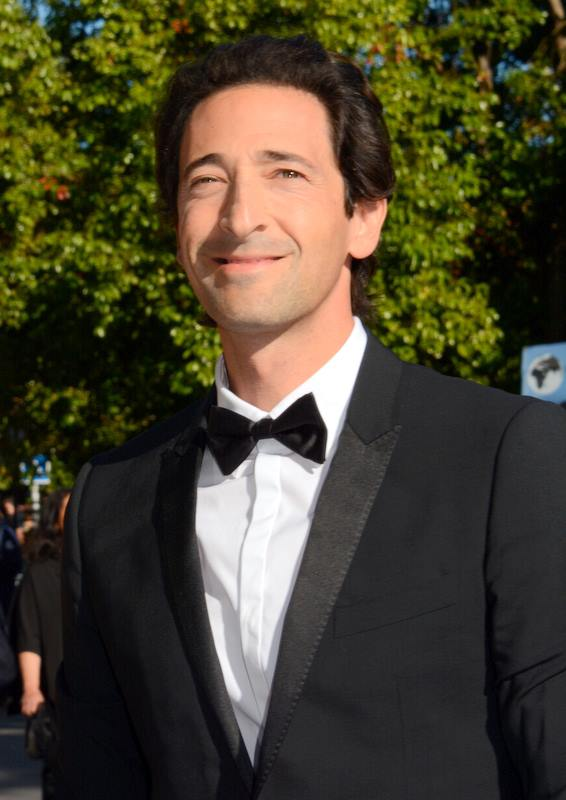
آدرین برودی، Best Actor winner

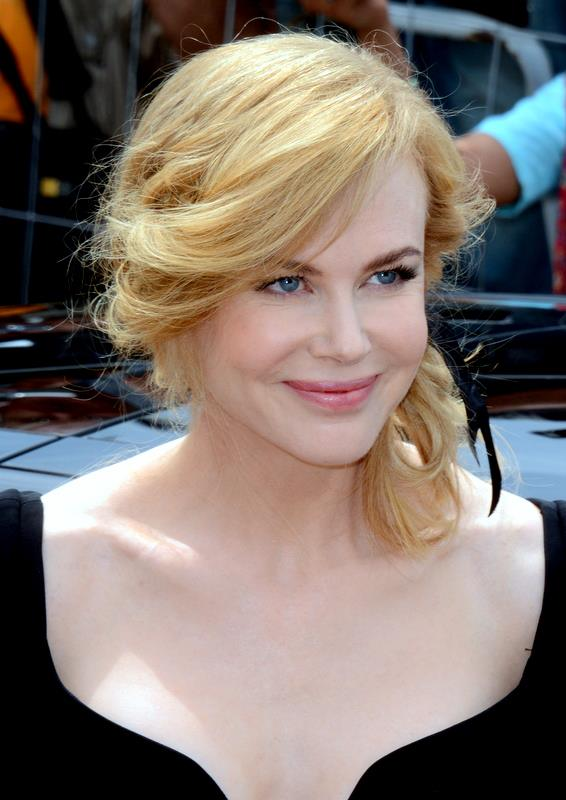
نیکول کیدمن، Best Actress winner

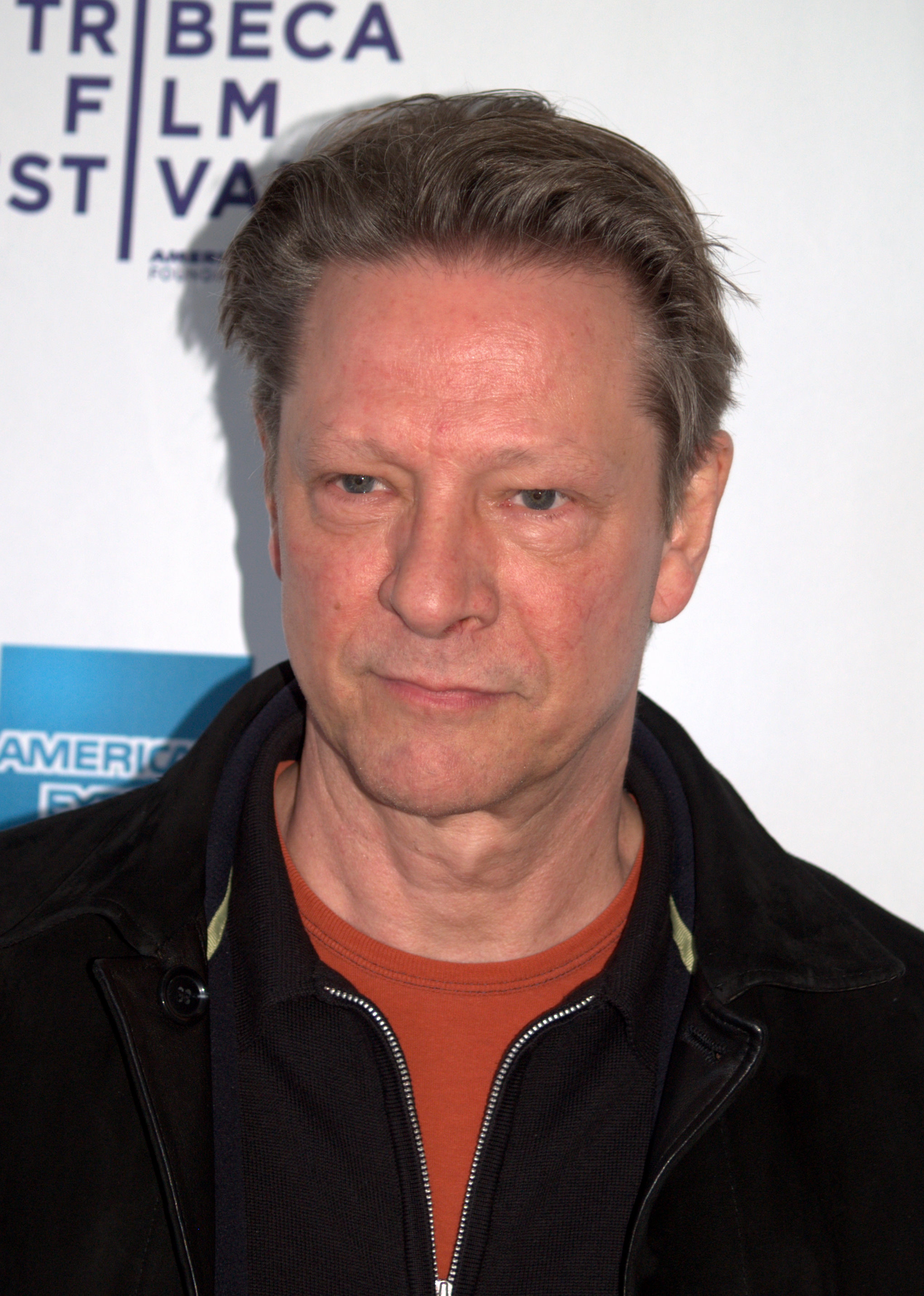
کریس کوپر، Best Supporting Actor winner

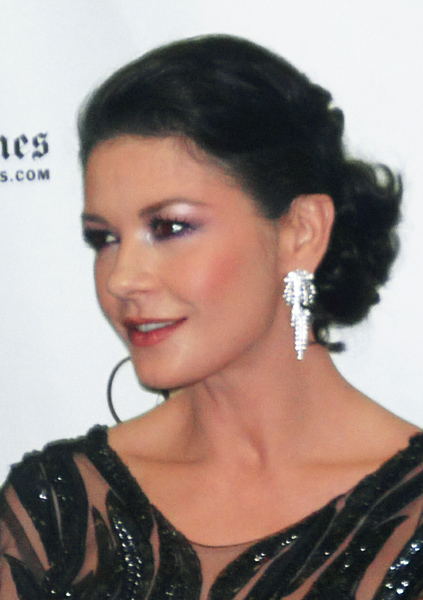
کاترین زتا جونز، Best Supporting Actress winner

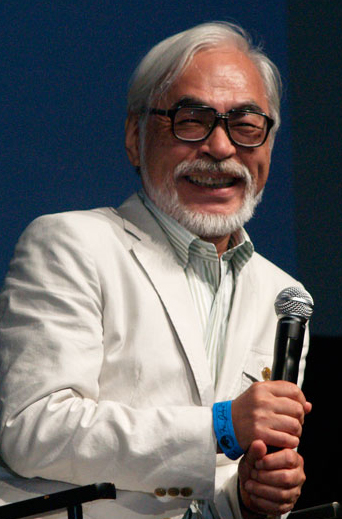
هایائو میازاکی، Best Animated Feature winner

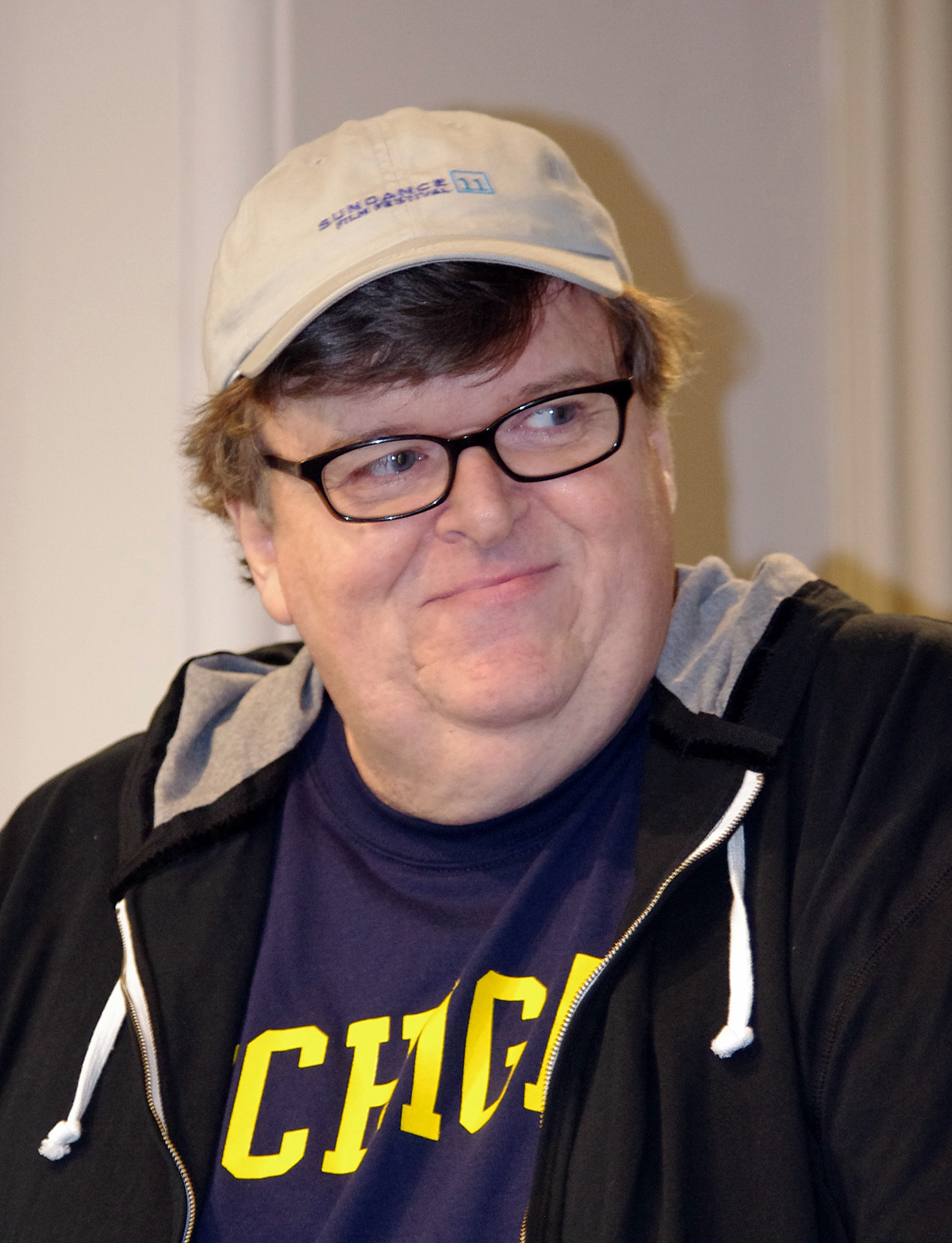
مایکل مور، Best Documentary Feature co-winner

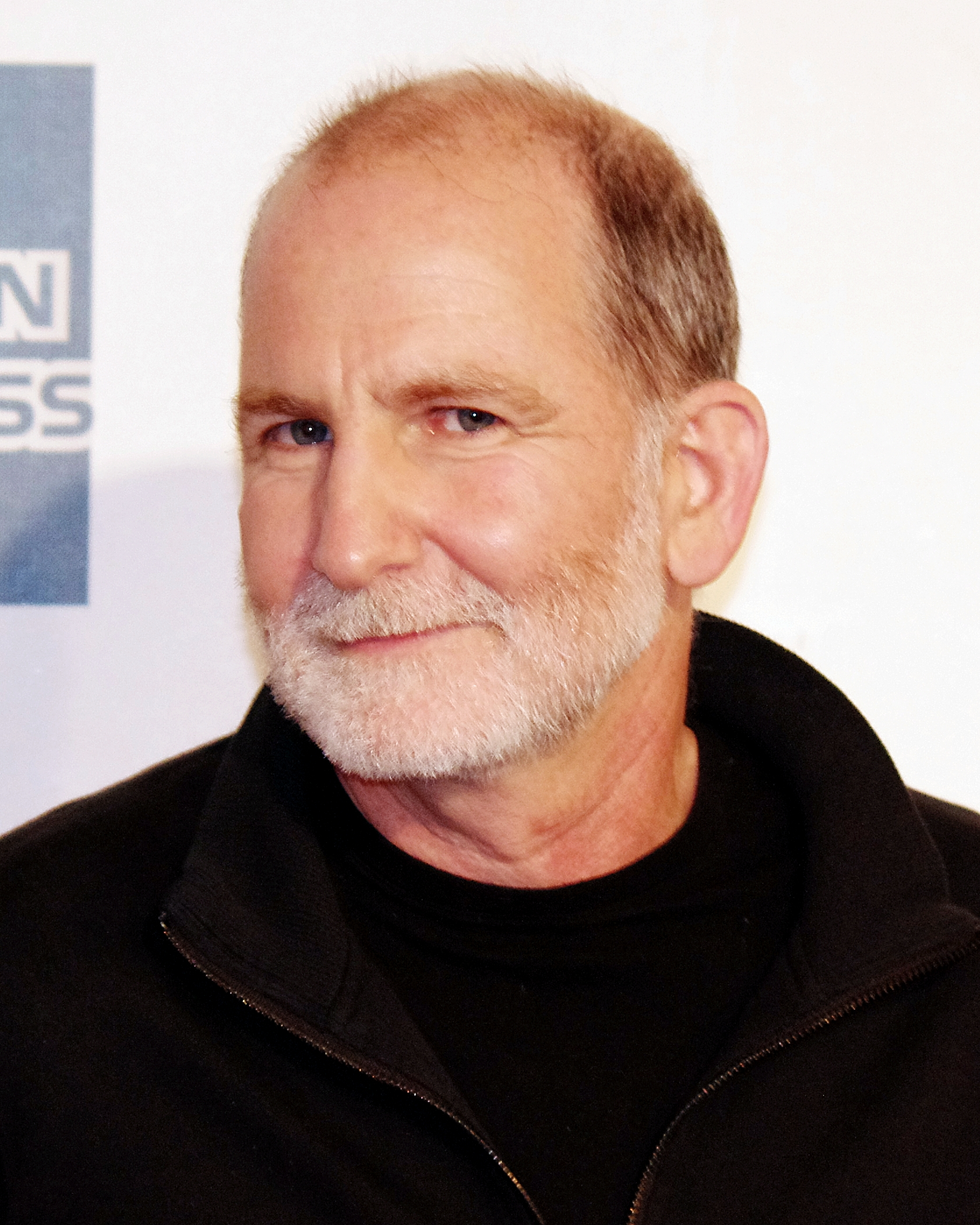
Bill Guttentag, Best Documentary Short Subject winner

برندگان نخست و در حروف برجسته پررنگ فهرست شده‌اند.
| جایزه اسکار بهترین فیلم - شیکاگو – مارتین ریچاردز - دارودسته‌های نیویورکی – آلبرتو گریمالدی، هاروی واینستین - ساعت‌ها – Robert Fox, اسکات رودین - دو برج – پیتر جکسون، باری ام آزبرن، فرن والش - پیانیست – رومن پولانسکی، آلن سارد, Robert Benmussa | جایزه اسکار بهترین کارگردانی - رومن پولانسکی – پیانیست - راب مارشال – شیکاگو - مارتین اسکورسیزی – دارودسته‌های نیویورکی - استیون دالدری – ساعت‌ها - پدرو آلمودوار – با او حرف بزن |
| جایزه اسکار بهترین بازیگر نقش اول مرد - آدرین برودی – پیانیست در نقش ولادیسلاو اشپیلمان - نیکلاس کیج – اقتباس در نقش چارلی کافمن / Donald Kaufman - مایکل کین – آمریکایی آرام در نقش Thomas Fowler - دانیل دی-لوئیس – دارودسته‌های نیویورکی در نقش Bill "The Butcher" Cutting - جک نیکلسون – درباره اشمیت در نقش Warren R. Schmidt                                                                                                | جایزه اسکار بهترین بازیگر نقش اول زن - نیکول کیدمن – ساعت‌ها در نقش ویرجینیا وولف - سلما هایک – فریدا در نقش فریدا کالو - دایان لین – بی‌وفا در نقش Constance "Connie" Sumner - جولیان مور – دور از بهشت در نقش Cathy Whitaker - رنی زلوگر – شیکاگو در نقش Roxie Hart |
| جایزه اسکار بهترین بازیگر نقش مکمل مرد - کریس کوپر – اقتباس در نقش John Laroche - اد هریس – ساعت‌ها در نقش Richard "Richie" Brown - پل نیومن – جاده‌ای به‌سوی تباهی در نقش John Rooney - جان سی ریلی – شیکاگو در نقش Amos Hart - کریستوفر واکن – اگه می‌تونی منو بگیر در نقش Frank Abagnale, Sr. | جایزه اسکار بهترین بازیگر نقش مکمل زن - کاترین زتا جونز – شیکاگو در نقش Velma Kelly - کتی بیتس – درباره اشمیت در نقش Roberta Hertzel - کویین لطیفه – شیکاگو در نقش Matron "Mama" Morton - جولیان مور – ساعت‌ها در نقش Laura McGrath Brown - مریل استریپ – اقتباس در نقش سوزان اورلئان |
| جایزه اسکار بهترین فیلم‌نامه غیراقتباسی - با او حرف بزن – پدرو آلمودوار - دور از بهشت – تاد هینز - دارودسته‌های نیویورکی – جی کاکس، استیون زایلیان و کنت لونرگان - عروسی یونانی پرریخت‌وپاش و بزرگ من – نیا واردالوس - و مادرت را هم – Carlos Cuarón و آلفونسو کوارون | جایزه اسکار بهترین فیلم‌نامه اقتباسی - پیانیست – رونالد هاروود from The Pianist by ولادیسلاو اشپیلمان - درباره یک پسر – پیتر هجز, کریس وایتز و پال وایتز from About a Boy by نیک هورن‌بای - اقتباس – چارلی کافمن from The Orchid Thief by سوزان اورلئان - شیکاگو – بیل کاندن from شیکاگو by باب فاس و فرد اب - ساعت‌ها – دیوید هار from ساعت‌ها by مایکل کانینگهام |
| فهرست جوایز اسکار بهترین فیلم‌های پویانمایی - شهر اشباح – هایائو میازاکی - عصر یخبندان ۱ – کریس ودج - لیلو و استیچ – کریس سندرز - اسپیریت: اسب سیمارون – جفری کاتزنبرگ - سیاره گنج – ران کلمنتس | جایزه اسکار بهترین فیلم خارجی‌زبان - هیچ‌کجا در آفریقا (آلمان) به زبان آلمانی – کارولین لینک - The Crime of Father Amaro (مکزیک) به زبان اسپانیایی – Carlos Carrera - قهرمان (چین) ماندارین – ژانگ ییمو - مرد بدون گذشته (فنلاند) فنلاندی – آکی کوریسماکی - Zus & Zo (هلند) به زبان هلندی – پاولا فان در اوست |
| Best Documentary Feature - بولینگ برای کلمباین – مایکل مور و Michael Donovan - Daughter from Danang – Gail Dolgin و Vicente Franco - Prisoner of Paradise – Malcolm Clarke و Stuart Sender - Spellbound – Jeffrey Blitz و Sean Welch - Winged Migration – ژاک پرن | Best Documentary Short Subject - Twin Towers – Bill Guttentag و Robert David Port - The Collector of Bedford Street – Alice Elliott - Mighty Times: The Legacy of Rosa Parks – Robert Hudson و Bobby Houston - Why Can't We Be a Family Again? – Roger Weisberg و Murray Nossel |
| جایزه اسکار بهترین فیلم کوتاه - This Charming Man – Martin Strange-Hansen و Mie Andreasen - Fait D’Hiver – Dirk Beliën و Anja Daelemans - I’ll Wait for the Next One... (J’Attendrai Le Suivant...) – Philippe Orreindy و Thomas Gaudin - Inja (Dog) – Steven Pasvolsky و Joe Weatherstone - Johnny Flynton – Lexi Alexander و Alexander Buono                                                                                   | جایزه اسکار بهترین پویانمایی کوتاه - The ChubbChubbs! – Eric Armstrong - Atama-yama – Kōji Yamamura - Das Rad – Chris Stenner و Heidi Wittlinger - Katedra – توماش باگینسکی - ماشین جدید مایک – پیت داکتر و Roger Gould |
| جایزه اسکار بهترین موسیقی فیلم - فریدا – الیوت گلدنتال - اگه می‌تونی منو بگیر – جان ویلیامز - دور از بهشت – المر برنستاین - ساعت‌ها – فیلیپ گلس - جاده‌ای به‌سوی تباهی – توماس نیومن | جایزه اسکار بهترین ترانه - خودتو غرق کن" from ۸ مایل – موسیقی اثر امینم، جف بس و Luis Resto; ترانه اثر امینم - "I Move On" from شیکاگو – موسیقی اثر John Kander; ترانه اثر فرد اب - "Burn It Blue" from فریدا – موسیقی اثر الیوت گلدنتال; ترانه اثر جولی تایمور - "The Hands That Built America" from دارودسته‌های نیویورکی – موسیقی و ترانه اثر بونو، The Edge, آدام کلیتون و Larry Mullen - "Father and Daughter" from The Wild Thornberrys Movie – موسیقی و ترانه اثر پل سایمون |
| جایزه اسکار بهترین تدوین صدا - دو برج – Mike Hopkins و Ethan Van der Ryn - گزارش اقلیت – ریچارد هیمنز و گری رایدستورم - جاده‌ای به‌سوی تباهی – Scott Hecker | Best Sound Mixing - شیکاگو – Michael Minkler, David Lee و Dominick Tavella - دارودسته‌های نیویورکی – Tom Fleischman, Eugene Gearty و Ivan Sharrock - دو برج – کریستوفر بویز، مایکل سمانیک، Michael Hedges و Hammond Peek - جاده‌ای به‌سوی تباهی – Scott Millan, باب بیمر و John Pritchett - مرد عنکبوتی – Kevin O'Connell, Greg P. Russell و Ed Novick |
| جایزه اسکار بهترین طراحی صحنه - شیکاگو – کارگردان هنری: John Myhre; Set Decoration: Gordon Sim - فریدا – Art Direction: Felipe Fernández del Paso; Set Decoration: Hania Robledo - دارودسته‌های نیویورکی – Art Direction: دانته فرتی; Set Decoration: Francesca Lo Schiavo - دو برج – Art Direction: Grant Major; Set Decoration: Dan Hennah و Alan Lee - جاده‌ای به‌سوی تباهی – Art Direction: دنیس گسنر; Set Decoration: نانسی هی | جایزه اسکار بهترین فیلمبرداری - جاده‌ای به‌سوی تباهی – کنراد هال - شیکاگو – دیان بیبی - دور از بهشت – ادوارد لاچمن - دارودسته‌های نیویورکی – مایکل بالهاوس - پیانیست – پاوئو ادلمن |
| Best Makeup - فریدا – John E. Jackson و Beatrice De Alba - ماشین زمان – John M. Elliott Jr و Barbara Lorenz | جایزه اسکار بهترین طراحی لباس - شیکاگو – کالین اتوود - فریدا – Julie Weiss - دارودسته‌های نیویورکی – سندی پاول - ساعت‌ها – آن روث - پیانیست – Anna B. Sheppard |
| جایزه اسکار بهترین تدوین - شیکاگو – مارتین والش - دارودسته‌های نیویورکی – تلما شونمیکر - ساعت‌ها – پیتر بویل - دو برج – Michael Horton - پیانیست – Hervé de Luze | جایزه اسکار بهترین جلوه‌های تصویری - دو برج – Jim Rygiel, Randall William Cook, Alex Funke, و Joe Letteri - مرد عنکبوتی – John Dykstra, Scott Stokdyk, Anthony LaMolinara, و John Frazier - جنگ ستارگان اپیزود دوم: حمله کلون‌ها – Rob Coleman, Pablo Helman, جان نول, و Ben Snow |

## جایزه اسکار افتخاری
- پیتر اوتول – Whose remarkable talents have provided cinema history with some of its most memorable characters.[۴]

## فیلم‌های با بیش از یک جایزه یا نامزدی

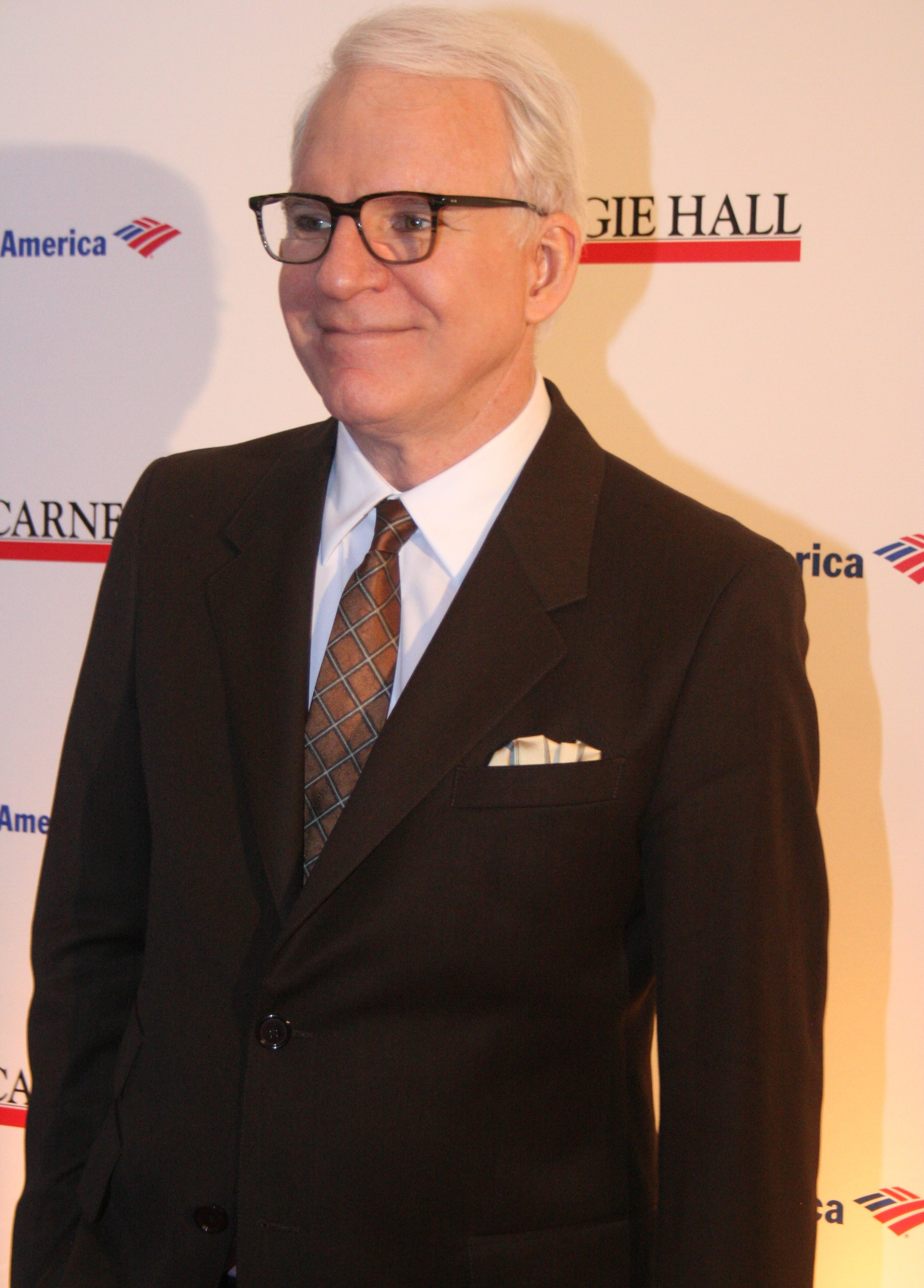
استیو مارتین hosted the 75th Academy Awards

| Nominations | Film                 |
| ----------- | -------------------- |
| 13          | شیکاگو               |
| 10          | دارودسته‌های نیویورکی |
| 9           | ساعت‌ها               |
| 7           | پیانیست              |
| ۶           | فریدا                |
| ۶           | دو برج               |
| ۶           | جاده‌ای به‌سوی تباهی   |
| ۴           | اقتباس               |
| ۴           | دور از بهشت          |
| ۲           | با او حرف بزن        |
| ۲           | درباره اشمیت         |
| ۲           | اگه می‌تونی منو بگیر  |
| ۲           | مرد عنکبوتی          |

| Awards | Film    |
| ------ | ------- |
| 6      | شیکاگو  |
| 3      | پیانیست |
| ۲      | فریدا   |
| ۲      | دو برج  |

## به یادبود
The annual In Memoriam tribute, presented by actress سوزان ساراندون، honored the following people.
| - Lew Wasserman - Richard Sylbert - ادی براکن - جورج سیدنی - کتی هورادو - Jack Brodsky - دادلی مور - جان فرانکن هایمر - راد استایگر - نورمن پاناما - هورست بوخهولتس - جی. لی تامپسون - لئو مک‌کرن - میلتون برل - وارد کیمبل | - ریچارد کرنا - Charles Guggenheim - رزماری کلونی - دانیل تاردش - سیگنی هاسو - والتر شارف - کیم هانتر - آدولف گرین - آلبرتو سوردی - کنراد هال - جرج روی هیل - ریچارد هریس - جیمز کابرن - بیلی وایلدر |